# Onur Özkaya
Onur Özkaya (* 1980 in Ankara) ist ein türkischer Kontrabassist.

## Werdegang
Özkaya wurde ab 1992 am Städtischen Konservatorium Ankara von Tahir Sümer unterrichtet. Ab 2002 war er drei Jahre in der Meisterklasse bei Klaus Trumpf an der Musikhochschule München. und studierte anschließend als Stipendiat der Orchesterakademie der Münchner Philharmoniker beim Solobassisten des Orchesters Sławomir Grenda. Nach Abschluss seines Studiums wurde er in Wien von Alois Posch unterrichtet, seinerzeit Solobassist der Wiener Philharmoniker.  
Özkaya war Mitglied im Ensemble Bassiona Amorosa und spielte ab 2003 im Mahler Chamber Orchestra und im Lucerne Festival Orchestra unter der Leitung von Claudio Abbado. Ab 2006 war er Solobassist des Münchener Kammerorchesters. 2010 wurde er Solobassist im Borusan Istanbul Philharmonic Orchestra.

## Preise (Auswahl)
- 1. Preis beim 47. Europäischen Jugend-Kammermusik Wettbewerb (Belgien)[4]
- 1. Preis beim Internationalen Gregora-Kontrabass-Wettbewerb in Kromeriz[4]
- 2002: Sonderpreis beim 2. Internationalen J. M. Sperger Wettbewerb in Michelstein[4]
- 2003: 2. Preis beim Internationalen Streicher Wettbewerb in San Bartolomeo (Italien)[4]
- 2003: Europäischer Kulturpreis in Luzern mit dem Ensemble Bassiona Amorosa[4]
- 2005: 3. Preis beim Internationalen Valentino Bucchi Kontrabass Wettbewerb in Rom[4]